# Extractie (scheikunde)
Extractie is een scheidingstechniek waarbij stoffen worden afgezonderd uit een bepaald materiaal en worden overgebracht naar een andere fase. De overgang van de stof vindt plaats door het verschil in affiniteit of chemische potentiaal tussen beide fasen tot er zich een thermodynamisch evenwicht heeft ingesteld. Extracties worden daarom vaak gebruikt bij bereidingen (preparatieve extractie) of als scheidingsmethode voor chemicaliën. Bij extractie gaat het om de oplosbaarheid van een stof.
Extracties kennen zowel hun toepassing in de chemische industrie als analyses of bij het afzonderen van chemicaliën uit materialen van biologische oorsprong, maar ook in het dagelijkse leven, bijvoorbeeld bij het zetten van koffie. Er bestaan verschillende soorten extracties:
- liquid liquid extraction (LLE) ofwel vloeistof-vloeistofextractie
- solid liquid extraction (SLE) ofwel vastestof-vloeistofextractie
- solid gas extraction (SGE) ofwel vastestof-gasextractie
- liquid gas extraction (LGE) ofwel vloeistof-gasextractie

De snelheid van een extractie (insteltijd van het evenwicht) wordt onder meer bepaald door de diffusiesnelheid van de te extraheren stof.

## Soorten extracties

### Liquid Liquid Extraction (LLE)
In de vloeistof-vloeistofextractie worden twee niet of slecht mengbare vloeistoffen met elkaar geschud. Stoffen die in de vloeistoffen aanwezig zijn zullen zich dan verdelen tussen de twee vloeistoffen op basis van het verschil in chemische potentiaal µ of affiniteit voor de vloeifase. De verhouding van hun concentraties in beide fasen wordt dan zodanig dat de potentiaal gelijk wordt in beide vloeistoffen. Zo kan men bijvoorbeeld fenol uit water extraheren door tolueen toe te voegen, een emulsie te vormen door te mengen en de fasen ten slotte te laten ontmengen. Aangezien fenol beter oplost in tolueen dan in water zal een groot deel van de fenol die aanwezig was in het water zich verplaatsen naar de tolueen.
De verdeling van een opgeloste stof, na uitschudden met een solvent, is afhankelijk van de zogenoemde verdelingsconstante die verschillend is voor elke stof met een verschillend type solvens. De verdeling van een stof over twee niet-mengbare vloeistoffen is immers een evenwicht.
In de organische synthese wordt veel gebruikgemaakt van extractie. Voor LLE wordt in het laboratorium doorgaans gebruikgemaakt van een scheitrechter.

### Solid Liquid Extraction (SLE)
Bij vastestof-vloeistofextractie wordt een mengsel van vaste stoffen gemengd met een vloeistof. Stoffen in het vaste mengsel die goed in de vloeistof oplosbaar zijn worden meegenomen. Indien de stoffen uit de vloeistof naar de vaste stof geëxtraheerd worden spreekt men van solid-phase extraction (SPE), ofwel vastestofextractie. De vaste stof bevindt zich vaak in een klein buisje (kolommetje) en de vloeistof wordt door dat buisje geleid (gezogen of gedrukt).
Een voorbeeld van SLE uit het dagelijks leven is het zetten van koffie. Hierbij laat men heet water stromen langs gemalen koffiebonen, waardoor de koffie-aroma's en andere stoffen uit de koffiebonen, zoals cafeïne, overgaan naar de vloeibare fase.
Een belangrijke industriële toepassing van extractie is het winnen van olie uit reeds geperst zaad of bonen met behulp van hexaan of het minder schadelijke heptaan.

### Solid Gas Extraction (SGE)
Bij vastestof-gasextractie worden meestal vluchtige producten die in kleine concentraties in een gasfase aanwezig zijn geïsoleerd. De producten worden hierbij door de vaste stof geadsorbeerd, waarna de vaste stof (het adsorbens) dikwijls wordt geregenereerd door verwarmen waarbij de opgenomen stoffen terug worden vrijgesteld.
Een typisch voorbeeld van SGE is het zuiveren van lucht door extractie van schadelijke stoffen in afvalgassen door geactiveerde kool. Een typisch voorbeeld van SGE uit het dagelijkse leven wordt gevormd door de bekende geurvreters.

### Liquid Gas Extraction (LGE)
Gas-vloeistofextractie wordt nooit gebruikt als zuiveringsmethode van gassen. Er bestaan twee uitvoeringen:
- De gasfase wordt aan de onderzijde via een bellenvormer in een reactorvat geleid. Tijdens het opstijgen door de vloeistof wordt een deel van de gassen in de vloeistof geabsorbeerd. Aan de bovenzijde kan het gas vrij ontsnappen. De vloeistof wordt juist aan de bovenzijde ingevoerd, en aan de onderzijde weer afgevoerd. Deze manier is vooral op kleine schaal goed toepasbaar. Bij grotere hoeveelheden vormt de weerstand in de bellenvormer of de noodzakelijke druk vaak een probleem. Op laboratoriumschaal kan een Liquid Gas Extraction uitgevoerd worden met een gaswasfles.
- Als een grotere snelheid noodzakelijk is kan ook gekozen worden voor een soort douchecabine: het gas komt weer van onder binnen. De vloeistof wordt van boven via sproeikoppen toegevoerd.

Door de samenstelling van de vloeistof aan te passen is het mogelijk specifieke componenten uit het gasmengsel te isoleren. Een oplossing van natronloog zal componenten als SO2 en CO2 goed absorberen, maar NH3 nauwelijks, terwijl voor een zoutzuuroplossing juist het tegenovergestelde waar is. Dit komt omdat SO2 en CO2 beide een zuur zijn die goed met het basische natronloog reageren. NH3 is juist een base en reageert goed met de zure zoutzuuroplossing. 